# Jacques Lanxade
Pour les articles homonymes, voir Lanxade.
Jacques Lanxade est un amiral et diplomate français, né le 8 septembre 1934 à Toulon.
Il est successivement chef d'état-major particulier du président de la République François Mitterrand (1989-1991), chef d'État-Major des armées (1991-1995) et ambassadeur de France en Tunisie (1995-1999).

## Biographie

### Études
Petit-fils de l'amiral René Lanxade, il effectue ses classes préparatoires au Prytanée national militaire de La Flèche, où il fait partie du quartier de la « flotte brutionne ».
Il est ensuite diplômé de l'École navale et de l’Institut d'administration des entreprises de Paris (IAE Paris Sorbonne).

### Carrière militaire
Il est admis à l'Ecole navale le 23 septembre 1952 et en septembre 1954, il est officier-élève sur le croiseur-école « Jeanne d'Arc ».
En novembre 1956, il est stagiaire à l’École des officiers brevetés aéronautiques à l'escadrille 56 S d'Agadir. En février 1957, il devient pour plus d'un an navigateur et officier de détail de la flottille 23 F de l'aéronautique navale de Port-Lyautey.
En octobre 1958, il rentre à l’École des officiers détecteurs. Il occupe à l'issue de cette école la fonction de chef du service détection des escorteurs « Le Basque » puis « Surcouf ». Après avoir été adjoint du chef de la section détection de la division transmissions-écoute-radar de l'état-major de la marine, il est à nouveau, en août 1963, chef du service détection mais sur le porte-hélicoptère « Jeanne d'Arc ».
En juillet 1965, il est l'adjoint au chef de service armes sous-marines et officier de détail de l'escorteur-rapide « Le Corse ». En septembre 1967, il est stagiaire à l'Ecole supérieure de guerre navale.
La suite de sa carrière est marquée par le commandement de plusieurs bâtiments, les escorteurs « Le Champenois » (1970-1972), puis « La Galissonière »(1976-1977) et la frégate « Dugay-Trouin »(1980-1981). Il occupe également plusieurs postes d'état-major, d'abord comme chef de la section informations, puis chef de cabinet à l'état-major du vice-amiral d'escadre, directeur du personnel militaire de la marine en 1972. En octobre 1974, il devient rédacteur au sein de la division « études générales » de l’État-major des Armées. À l'État-major de la Marine, en 1977, il devient chef du bureau « affaires Internationales», puis chef du bureau « flotte en construction » en 1981.
Nommé contre-amiral, il est l'adjoint « opérations » du préfet maritime de la 3e région maritime, commandant en chef pour la Méditerranée, de 1984 à 1986.
De 1986 à 1988, on lui confie le commandement de la zone maritime de l’océan Indien. Il devient vice-amiral en 1987. À l’issue de cette affectation, il devient successivement chef du cabinet militaire des ministres de la Défense André Giraud et Jean-Pierre Chevènement.
En avril 1989, il devient chef d'état-major particulier du président de la République François Mitterrand et, en 1990, il est élevé aux rang et appellation d'amiral. En osmose avec le président Mitterrand sur les questions militaires, sécuritaires et nucléaires, il joue un rôle important dans la prise de décision française lors de la guerre du Golfe.
En 1991, il est nommé chef d'État-Major des armées (CEMA), le premier marin à occuper cette fonction. Il sera chargé de la délicate gestion du conflit rwandais auprès du président Mitterrand. Il présente sa démission le 26 mai 1995 à la suite des critiques que Jacques Chirac avait portées sur la manière dont les opérations du contingent français de la Forpronu étaient montées en Bosnie, et les mots employés auraient alors été très durs. Elle est refusée . Jacques Lanxade a réagi avec « franchise » au courroux présidentiel. Son rôle était de mettre en œuvre les directives de l'Élysée, et, si des reproches devaient être formulés, il fallait les adresser au commandement de l'ONU. Il est coauteur d'une proposition de réforme de l'OTAN.

### Rwanda
Pour lui, « les attaques contre l’intervention de la France au Rwanda sont incompréhensibles et injustes », puisque la communauté internationale n'a pas voulu intervenir. Mais, pour le général Jean Varret, nommé fin 1990 chef de la mission militaire de coopération (MMC), le colonel rwandais Pierre-Célestin Rwagafilita, chef d'état-major de la gendarmerie, vient lui demander des armes lourdes pour faire du maintien de l'ordre, en lui expliquant :
« Je vous demande ces armes, car je vais participer avec l'armée à la liquidation du problème. Le problème, il est très simple : les Tutsi ne sont pas très nombreux, on va les liquider ». De retour à Paris, le général Varret rend compte du risque de soutenir un pouvoir obsédé par la menace d'une « cinquième colonne » tutsi, au moment où le Front patriotique rwandais (FPR, tutsi) mené par Paul Kagame tente d'entrer au Rwanda depuis l'Ouganda.
Le général est lu, mais personne ne l'écoute, affirme-t-il, ce que conteste l'amiral Lanxade. Ce dernier demande également l'ouverture des archives militaires sur l'opération Turquoise au Rwanda; pour démontrer que l'armée française n'a rien à se « reprocher ».

### Ex-Yougoslavie
Pour lui, la responsabilité de la France n'est pas spécialement engagée dans la chute de Srebrenica et de Zepa. En effet, la zone dont nous nous sentions responsables et pour laquelle nous avions consenti des efforts considérables et subi des pertes lourdes était Sarajevo. Il y aurait donc une extrême injustice à reprocher à notre pays son action. Notre diplomatie, comme nos forces, ont recherché avec détermination une solution au conflit. Elles se sont heurtées à une absence de consensus au sein du groupe de contact qui gérait la crise sur le plan politique et à un manque de volonté de la communauté internationale.

### Opinions sur l'Armée française
Pour gagner la guerre contre les mouvements djihadistes, Jacques Lanxade déclare : « Notre capacité opérationnelle est au top niveau ».
Le rôle du 
CEMA a été réduit par la réforme récemment mise en place en 2015 mais Jacques Lanxade, qui ne passe pas pour un excité, conteste deux évolutions majeures en écrivant : « Il est légitime que le ministre de la Défense soit impliqué dans la gestion des crises, mais sous la réserve, tant que la Constitution n'aura pas institué un régime présidentiel comme aux États-Unis, que ceci ne porte pas atteinte au rôle du CEMA, qui doit demeurer responsable vis-à-vis du président de la conduite des opérations. » Et d'enfoncer le clou : « Il y a donc lieu, à cet égard, d'organiser clairement les conditions dans lesquelles le ministre dispose des moyens de suivre la situation militaire, tout en évitant le risque d'ingérence des cabinets. S'opposer à toute nouvelle ingérence du cabinet du ministre de la Défense, dans la conduite des opérations, car ce serait retomber dans les erreurs du passé ». Jacques Lanxade regrette par ailleurs les pouvoirs accrus que la réforme a accordés au secrétaire général pour l'administration (SGA). Il conteste notamment que ce dernier se soit vu attribuer la responsabilité des ressources humaines de la Défense, initiative qualifiée de « grave erreur, qui aura des conséquences opérationnelles et devra être un jour rectifiée ». Il estime enfin que l'ensemble de cette réforme porte « le risque grave, sous prétexte de concentrer les militaires sur leur cœur de métier, de les confiner, et d'abord leur haute hiérarchie, dans la stricte action de combat sur le terrain ».
Pour Jacques Lanxade, « le général de Villiers a tiré un signal d'alerte en démissionnant. Il a estimé que le coup porté aux forces armées était inacceptable. Car d'un côté, on réduit le budget de la Défense, et de l'autre, on continue à engager nos soldats français dans des opérations extérieures sans leur donner les moyens nécessaires. C'est un paradoxe qu'il n'a pas supporté ».

### Carrière Civile
De 1995 à 1999, il est ambassadeur de France en Tunisie. Pour lui « l'armée est un contre-pouvoir légitime dans le monde arabe ».
Il a été également président de la Fondation méditerranéenne d'études stratégiques (devenue l’institut FMES). Il est membre du jury du prix du livre de géopolitique.
Il est membre de l'Académie de marine depuis le 21 février 2001. Jacques Lanxade est également membre du comité international de parrainage de la revue Politique américaine. Il est président de l'Association Solidarité Défense (2001-2016).

### Famille
Il est le père de Thibault Lanxade, un des vice-présidents du Medef entre 2015 et 2018. Il est le beau-frère de Jacques Dewatre, ancien directeur général de la Sécurité Extérieure (DGSE).

## Distinctions

### Décorations françaises
- Grand-croix de la Légion d'honneur (2016)[17]
- Officier de l'ordre national du Mérite
- Croix de la Valeur militaire avec étoile en or
- Médaille commémorative française des opérations du Moyen-Orient
- Médaille commémorative des opérations de maintien de l'ordre en Afrique du Nord

### Décorations étrangères
- Commandeur de l'ordre du Mérite de la République fédérale d'Allemagne
- Grand officier de l'ordre de la Couronne (Belgique)
- Commandeur de l'ordre national de la Croix du Sud (Brésil)
- Commandeur de la Legion of Merit (États-Unis)
- Grand officier de l'ordre du Mérite de la République (Italie)
- Grand cordon de l'ordre du mérite militaire (Jordanie) (en)
- Grand-croix de l'ordre national de Madagascar
- Grand-croix de l'ordre du Ouissam alaouite (Maroc)
- Grand officier de l'ordre d'Orange-Nassau (Pays-Bas)
- Grand officier de l'ordre du Mérite du Portugal
- Commandeur de l'ordre national du Lion du Sénégal
- Grand officier de l'ordre du Mérite (Sénégal)
- Grand-croix de l'ordre royal de l'Étoile polaire (Suède)
- Grand cordon de l'ordre de la République (Tunisie)
- Médaille des Nations unies (UNPROFOR)

## Publications
Jacques Lanxade est l'auteur de :
- Quand le monde a basculé, (éditions du Nil 2001)  (ISBN 978-2841112357)
- Demain la Tunisie, interview par Stéphanie Le Bail (éditions France Empire 2011)  (ISBN 978-2704811076)